# TT8
| N28 · a · Y1 |

| N28 · a · Y1 |

| mr | i | i | t | B1 |

| mr | i | i | t | B1 |

A TT8 (Theban Tomb, thébai sír) Nyugat-Thébában (Dejr el-Medina) megtalált sír. A XVIII. dinasztia feltehetően három fáraóját (II. Amenhotep, IV. Thotmesz, III. Amenhotep) is szolgáló Kha és felesége, Merit sírja a TT8-as jelzésű, egy különlegességének köszönhetően maradt fenn több mint három évezreden keresztül érintetlen állapotában az utókor számára. Kisméretű piramissal ellátott díszes halotti kápolnájától – amit Bernardino Drovetti már az 1800-as évek elején feltárt – a sírkamra, szokatlan módon egy azzal szemben húsz méterrel távolabb fekvő domb belsejében lett kialakítva. Ennek felismerése aztán 1906-ban, négy hét eredménytelen kutatása után hozta meg a sikert Ernesto Schiaparellinek, aki így több mint háromezer év után először léphetett be abba a sírkamrába, amit a gondos kezek az ókorban végleg lezártak.

## Ki volt Kha?

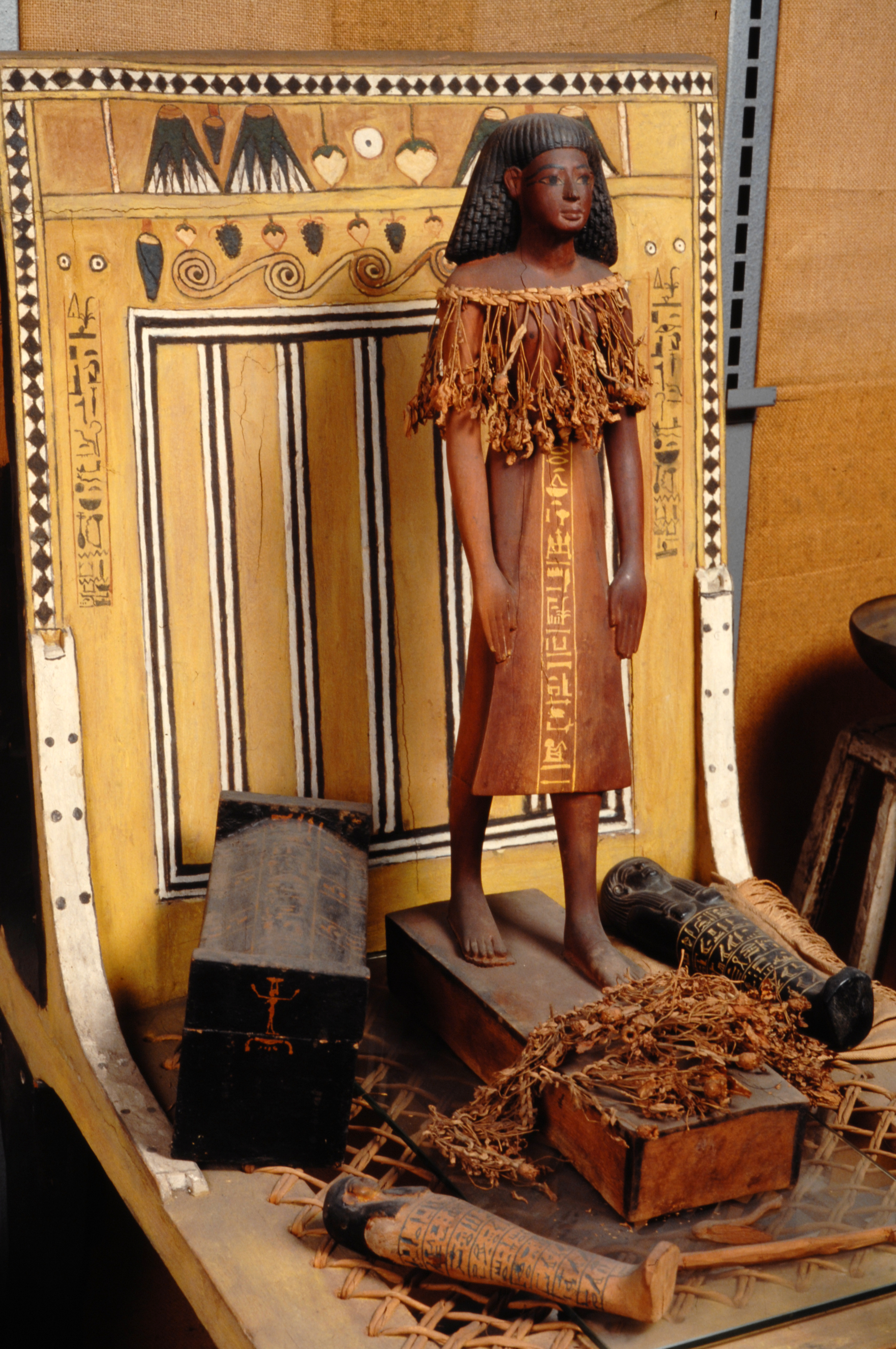
Kha építész halotti szobra

A sírban talált tárgyak alapján a pár jó anyagi létben élte a korabeli nemesek életét, a megtalált szerszámok – egy összecsukható fa könyökmérték és több a fafeldolgozásához és megmunkálásához használható eszköz – valamint egy II. Amenhotep nevét és címeit felsoroló arannyal díszített fa könyökmérték szerint a királyi építészt tisztelhetjük Kha személyében. Feltételezhetően, egy a sírból előkerült, a mai napig szorosan összetekercselt bőr kézirat is az őt megbízó királyi építkezések terveit tartalmazhatja.

## A sír tárgyai
A sírban elhelyezett használati tárgyak jól tükrözik az i. e. 14. századi jómódú nemesség teljes háztartásának felszerelését, hogy tulajdonosai azoknak aztán a túlvilágon is hasznát vegyék. 
Jaret földjén az elhunytaknak ugyanúgy szüksége volt ételre, italra, ruhákra és a tisztálkodás után elengedhetetlen kozmetikai cikkekre, olajokra. Ezért a koporsók mellé fa és gyékény áldozati asztalokra nagy mennyiségben helyeztek különféle cipókat, kenyereket, zöldségféléket, sózott húst, valamint színültig töltött szép mívű kerámiákba és alabástrom edényekbe, amforákba, lisztet és bort, fonott kosarakba pedig egyéb élelmiszereket, például köményt és borókabogyót.
A gyékény bútorok és ládák az elhunytak több mint száz öltözet ruháját rejtették. Merit számára egy megvetett ágy monogramos ágyneművel, valamint piperedoboza egy parókával, fésűvel, borotvával, hajtűkkel, egy ékszeres ládika és egy varrókészlet.
A Kha-nak készített feliratos fa szobrot egy szépen festett széken találták meg. Előkerült még egy összecsukható kacsafejes zsámoly, egy mosdótál és tartója. A tárgyak többségére szerencsére a beazonosításhoz elengedhetetlen feliratokat is feltüntették. Valószínűleg Merit korai halála miatt előbb költözött be közös sírjukba, mert külső fa szarkofágja – amely egy belső, múmia formájú koporsót és kartonázs maszkot tartalmazott – eredetileg Kha számára készült, csak a korai temetés miatt a feleség használhatta fel. Múmiáján a röntgen több halotti ékszert és egy széles virágos nyakéket mutatott ki.
Kha külső szarkofágja szintén téglalap alapú, boltozatos tetővel és meredek oldalakkal lezárt fekete bitumennel kezelt, de belsejében két múmia formájú aranyozott koporsó volt. Szorosan bepólyált múmiája halotti ékszereket, gyűrűket, fülbevalókat és egy nagy szkarabeuszt rejt. Kha koporsójából egy csodálatos színes képekkel illusztrált 14 méter hosszú papirusz került elő a Halottak Könyvének egyik legkorábbi változatával.

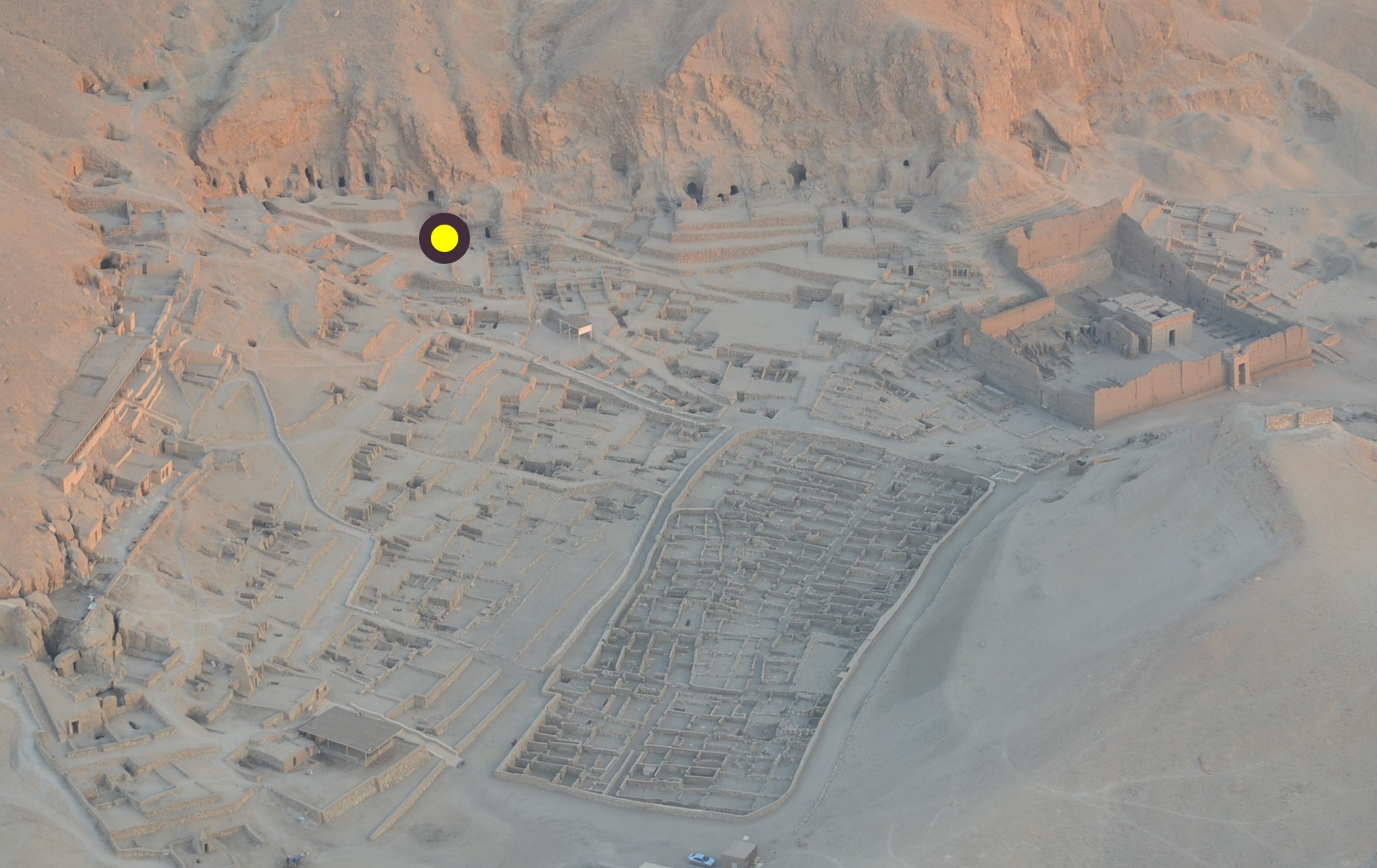
Kha sírja Dejr-el-Medinében